# (3590) Holst
(3590) Holst es un asteroide perteneciente al cinturón de asteroides, descubierto el 5 de febrero de 1984 por Edward Bowell desde la Estación Anderson Mesa (condado de Coconino, cerca de Flagstaff, Arizona, Estados Unidos).

## Designación y nombre
Designado provisionalmente como 1984 CQ. Fue nombrado Holst en honor al compositor de música clásica británico Gustav Holst.